# Campo Marzio (antichità)

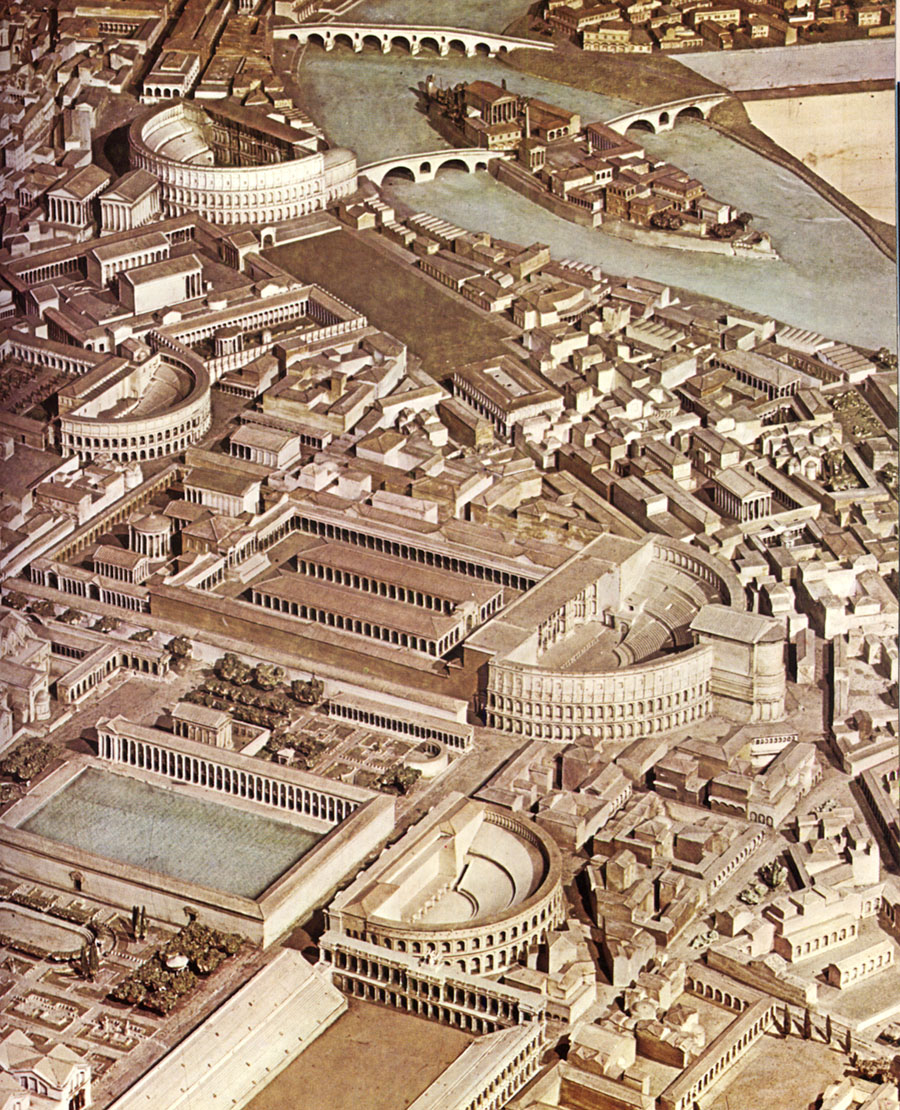
Il Campo Marzio in età imperiale, dal plastico custodito nel Museo della civiltà romana.

Il Campo Marzio (in latino Campus Martĭus, "Campo di Marte") era una zona dell'antica Roma di circa 2,5 km², originariamente esterna ai confini cittadini delimitati dalle mura serviane.
Quando poi Augusto divise l'Urbe in 14 regioni, esso ricadde nella regio VII Via Lata e nella regio IX Circus Flaminius.
Nel corso del medioevo divenne l'area più densamente popolata della città; l'odierno rione IV Campo Marzio ne riprende lo storico nome, ma non coincide che in minima parte alla zona antica.

## Topografia
Il campo si estendeva oltre i confini della città, delimitati dal pomerio. Aveva una superficie di 250 ettari, ovvero 600 acri, e si estendeva da nord a sud per poco più di due chilometri (dalle pendici del Campidoglio al sito della futura porta Flaminia), e da est ad ovest per poco meno di due chilometri nel suo punto più ampio (dalle pendici del Quirinale alle sponde del Tevere). A causa della sua scarsa elevazione (10-15 metri s.l.m.) e della vicinanza al fiume, era soggetto a frequenti inondazioni. Al suo centro si trovava lo specchio d'acqua chiamato Palus Caprae ("palude della capra").

## Storia

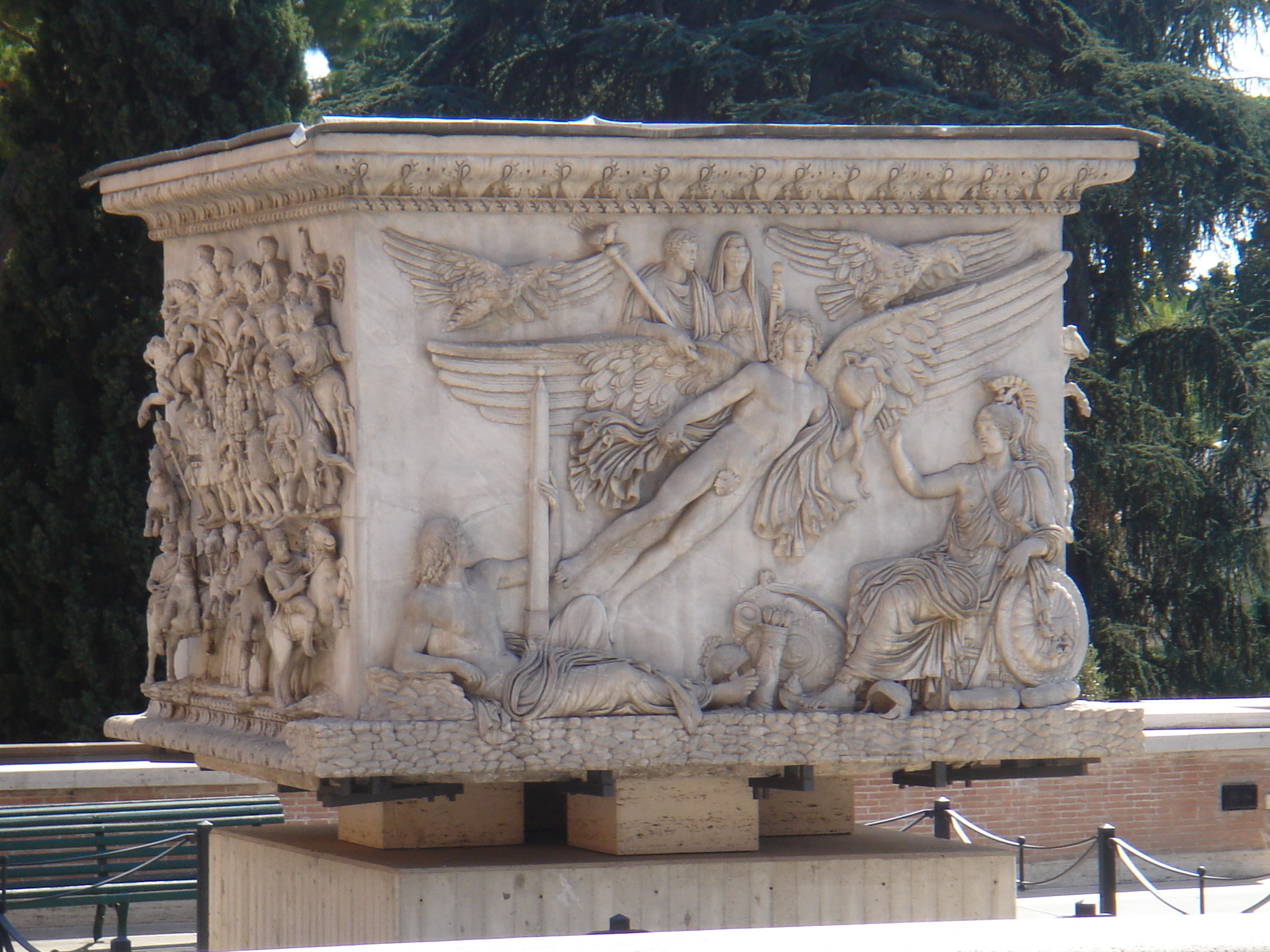
Base della colonna di Antonino Pio, conservata ai Musei Vaticani: sulla sinistra, il genio del Campo Marzio che tiene l'obelisco di Montecitorio

Sin dall'epoca regia, l'area fu consacrata al dio Marte, e adibita ad esercizi militari. Si racconta che qui, presso la Palus Caprae, fu assunto al cielo il primo re di Roma, Romolo. Tarquinio il Superbo se ne appropriò e lo fece coltivare a grano. Secondo una leggenda, durante la rivolta che causò la cacciata del re, i covoni di quel grano furono gettati nel fiume dando origine all'Isola Tiberina. Con l'inizio dell'epoca repubblicana, il Campo Marzio ritornò area pubblica e fu riconsacrato al dio. Fu sede dei comitia centuriata, assemblee del popolo in armi.
La parte più meridionale della piana, a partire dalle pendici del Campidoglio (dove attualmente sono visibili i resti del teatro di Marcello e del portico di Ottavia) era distinta dal Campo Marzio vero e proprio, con il toponimo di Circo Flaminio. L'area fu attraversata dalla via Flaminia, la cui parte urbana prese il nome di via Lata (attuale via del Corso).
Le fondazioni di edifici sacri partono dal primo dei re di Roma, Romolo e proseguono fino a tutto il II secolo a.C. Vi vennero inoltre edificati portici e edifici privati e vi ebbero dei possedimenti Publio Cornelio Scipione e Pompeo.
Inizialmente la zona, poiché era al di fuori dei confini ufficiali della città (pomerium), venne utilizzata per dare udienza ad ambasciatori stranieri e vi venivano più facilmente eretti luoghi di culto per le divinità orientali.
L'inizio della monumentalizzazione dell'area si ebbe con il teatro di Pompeo nel 55 a.C. Con Cesare furono sistemati gli edifici legati alle elezioni, i Saepta Iulia (completati da Augusto) e la Villa publica.

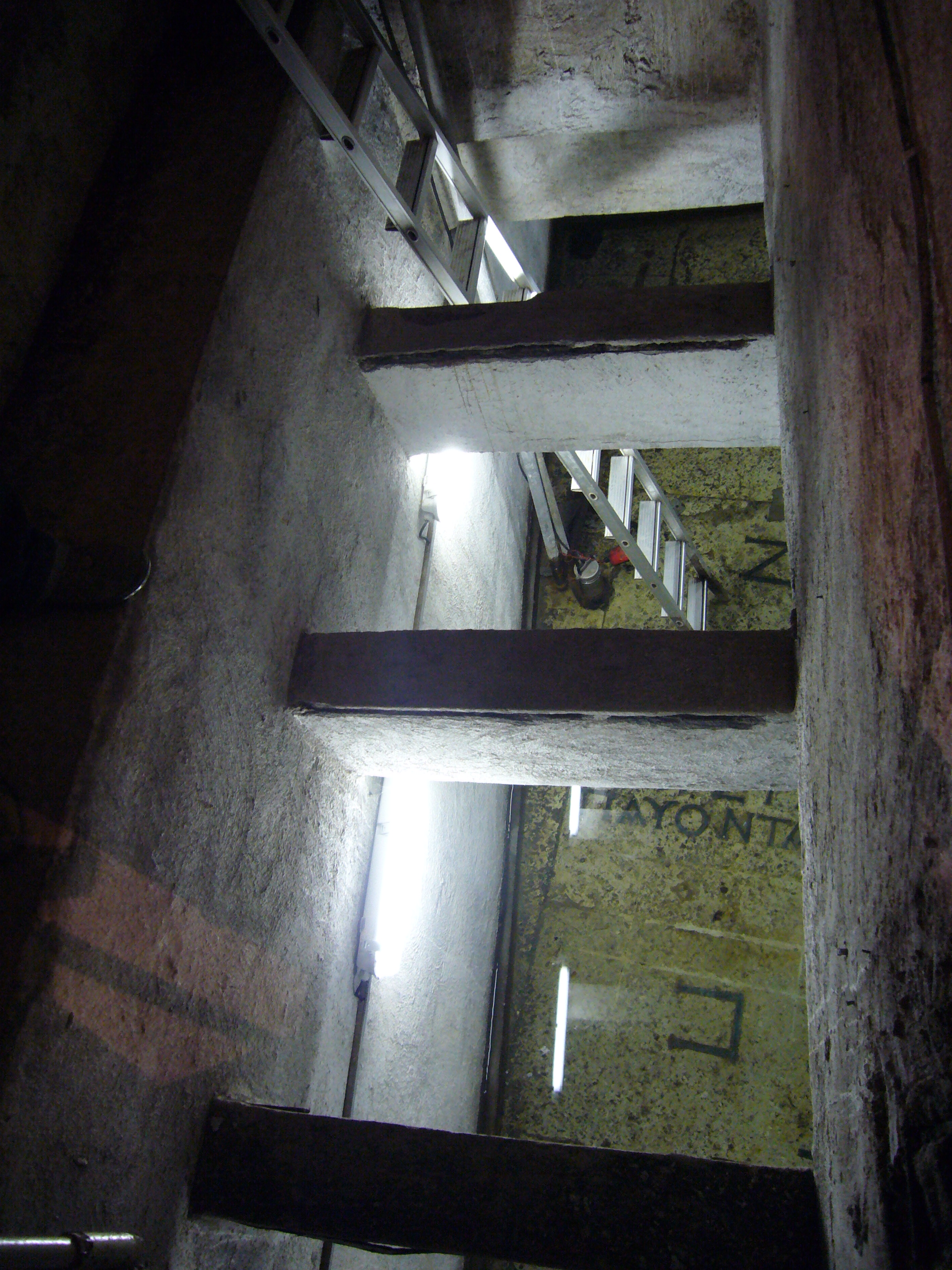
via di Campo Marzio: tratto della Meridiana di Augusto sotto le cantine di uno stabile al n. 48

In epoca augustea, Marco Vipsanio Agrippa inserì i giardini, la basilica di Nettuno, le terme con il suo nome e il Pantheon. Vi fu costruito anche il primo anfiteatro permanente di Roma (l'anfiteatro di Statilio Tauro), un teatro (il teatro di Balbo), un'immensa meridiana (Horologium Augusti) a fianco della quale sorgeva l'Ara Pacis. La zona non edificata verso nord era dominata dal mausoleo di Augusto e dall'orologio solare formato da un'estesa platea in marmo, i cui resti sono oggi visibili negli scavi a San Lorenzo in Lucina, e per gnomone l'obelisco oggi a piazza Montecitorio. Nel giorno natale dell'imperatore, l'ombra dello gnomone raggiungeva l'ingresso dell'Ara Pacis, il monumento voluto dal Senato romano per celebrare la pace e la stabilità portate dal governo di Augusto, che integrava questo grande complesso celebrativo e funerario. Questo è quanto ci racconta Strabone del Campo Marzio negli anni di inizio principato di Tiberio:
(Strabone, Geografia, V, 3,8.)
Probabilmente a Caligola si deve la prima costruzione del tempio dedicato a Iside. Sotto Nerone furono costruite altre terme a suo nome e un ponte.
Dopo il grande incendio di Roma dell'anno 80 Domiziano ricostruì i monumenti aggiungendo uno stadio (che diverrà poi piazza Navona) e un odeion (piccolo edificio per spettacoli coperto, in forma di piccolo teatro). Adriano trasformò il complesso del Pantheon e collocò nella parte settentrionale, legata ai funerali imperiali, i templi di Matidia e Marciana. Successivamente vi furono costruiti il tempio di Adriano, e vi furono innalzate una colonna dedicata ad Antonino Pio e la colonna Antonina, dedicata a Marco Aurelio, che traeva ispirazione dalla Colonna Traiana.
| Planimetria del Campo Marzio centrale |
| --- |
| Terme di Nerone Stadio di Domiziano Pantheon Basilica di Nettuno Terme di Agrippa Stagnum ? Odeon di Domiziano Insulae d'epoca adrianea Magazzini ? Magazzini ? Magazzini ? Saepta Iulia Diribitorium Porticus Divorum Aqua Virgo Arco di Claudio Porticus Vipsania Caserma della I coorte dei Vigiles Iseum Tempio di Minerva Calcidica Ara di Marte Via Flaminia Via Flaminia Tempio di Adriano Tempio di Matidia Teatro di Pompeo Templi di Largo Argentina Portico di Minucio Colonna di Marco Aurelio T. di M.Aurelio e Faustina (?) Arco di M.Aurelio (?) Colonna di Antonino Pio Ustrino di Faustina maggiore Ustrino di Faustina minore Via Recta Portico e tempio del Bonus Eventus Portico di Pompeo Arcus Novus Portico di Meleagro Portico degli Argonauti Piazza della Rotonda Villa Publica |

| Planimetria del Campo Marzio meridionale |
| --- |
| Tevere Navalia Circus Flaminius Teatro di Marcello T. di Diana T. della Pietà T. di Giano T. di Giunone T. di Spes Tempio di Bellona Tempio di Apollo Sosiano Tempio di Giove Statore Tempio di Giunone Regina Portico d'Ottavia Portico di Filippo T. d'Ercole Portico d'Ottavio Teatro di Balbo Crypta Balbi Portico di Minucio T. delle Ninfe Diribitorium T. di Giuturna T. della Fortuna T. di Feronia T. dei Lari Permarini Curia di Pompeo Portico di Pompeo Teatro di Pompeo Tempio di Venere Vincitrice Templi di Marte e Nettuno Santuario di Ercole Magnus Custos Tempio di Castore e Polluce Ponte Fabricio Isola Tiberina Porticus Maximae T. di Vulcano Porticus Divorum Villa Publica Hecatostylum T. della Fortuna equestre Anfiteatro di Statilio Tauro (?) |

## Architettura

### Età regia ed alto-repubblicana
Si annoverano quattro templi costruiti nell'area dalla metà del VI secolo a.C. al 324 a.C.: un tempio a Diana (VI secolo), un tempio a Castore e Polluce (495 a.C.), il tempio di Apollo Sosiano (431 a.C.) e un tempio di Giunone Regina (392 a.C.). Il primo fra questi viene oggi ritenuto semi-leggendario a causa della grande arcaicità, e per lo stesso motivo vi è poca certezza anche sulla struttura e sullo stile degli altri tre templi, probabilmente eretti in materiale poco durevole, e non in pietra, cemento o marmo.

### Età medio-repubblicana
A partire dagli inizi del III secolo a.C., Roma subì gli influssi della cultura ellenistica, che si esplicarono anche nell'incremento dell'edilizia. Il salto di qualità non fu solo quantitativo, ma anche qualitativo: si iniziarono a costruire templi in pietra. A questa fase risalgono il tempio di Bellona (296 a.C.), il tempio della Fortuna (293 a.C.), il tempio di Giuturna (241 a.C.), il tempio di Ercole Vincitore (221 a.C.), un tempio di Vulcano (214 a.C.) e il tempio della Fortuna equestre (173 a.C.).

### Età tardo-repubblicana e proto-imperiale
Questo periodo va dalla conclusione della Terza guerra punica nel 146 a.C. alla fine della dinastia giulio-claudia nel 68 d.C.; esso vide la costruzione di cinque templi in Campo Marzio, ovvero il tempio di Giove Statore (146 a.C.), il tempio di Feronia (prima del 100 a.C.), il tempio di Nettuno (95 a.C.), il tempio di Iside e Serapide (43 a.C.).